# Razafimandimbisonia minor
Razafimandimbisonia minor är en måreväxtart som först beskrevs av Henri Ernest Baillon, och fick sitt nu gällande namn av Kainul. och Birgitta Bremer. Razafimandimbisonia minor ingår i släktet Razafimandimbisonia och familjen måreväxter. Inga underarter finns listade i Catalogue of Life.